# Jakub Novák (Tsjechisch wielrenner)
Jakub Novák (Pardubice, 30 december 1990) is een Tsjechisch voormalig profwielrenner die in 2015 reed voor AWT-GreenWay. Eind 2013 liep hij stage bij BMC Racing Team, waar hij onder andere de rondes van Utah en Alberta mocht rijden.

## Overwinningen
2008
 Tsjechisch kampioen tijdrijden, Junioren
2010
 Tsjechisch kampioen tijdrijden, Beloften
2011
6e etappe Girobio
 Tsjechisch kampioen op de weg, Beloften
2012
4e etappe Carpathia Couriers Path
 Tsjechisch kampioen tijdrijden, Beloften

## Resultaten in voornaamste wedstrijden
| Jaar |  | WK op de weg |
| ---- |  | ------------ |
| 2013 |  | opgave       |

Ballan · 
Blythe · 
Bookwalter · 
Burghardt · 
Cummings · 
Eijssen · 
Evans · 
Frank · 
Gilbert  · 
Hushovd · 
Kohler · 
Lander · 
Lodewyck · 
Moinard · 
Morabito · 
Nerz · 
Oss · 
Phinney · 
Pinotti · 
Quinziato · 
Santaromita · 
Schär · 
Van Avermaet · 
Van Garderen · 
Warbasse · 
Wyss · 
Dillier (stagiair) · 
Novák (stagiair) · 
Taramarcaz (stagiair) 
Baška · Bechynē · Bouhanni · Brockhoff · Cuadros · García · Guérin · Kasperkiewicz · Lehky · Novák · Schachmann · Schlegel · Molly (stagiair)